# The Best of Pantera: Far Beyond the Great Southern Cowboys' Vulgar Hits!
The Best of Pantera: Far Beyond the Great Southern Cowboys' Vulgar Hits! è una raccolta della band heavy metal Pantera, pubblicata il 22 settembre 2003.
Il titolo è una combinazione tra i titoli degli album che hanno ottenuto più successo (Far Beyond Driven, The Great Southern Trendkill, Cowboys from Hell, Vulgar Display of Power). L'album è uscito in Europa con il titolo Reinventing Hell: The Best of Pantera.

## Tracce
Versione statunitense
1. Cowboys from Hell – 4:06
2. Cemetery Gates – 7:03
3. Mouth for War – 3:57
4. Walk – 5:16
5. This Love – 6:34
6. I'm Broken – 4:24
7. Becoming – 3:07
8. 5 Minutes Alone – 5:51
9. Planet Caravan – 4:04 – cover dei Black Sabbath
10. Drag the Waters – 4:57
11. Where You Come From – 5:13
12. Cat Scratch Fever – 3:49 – cover di Ted Nugent
13. Revolution Is My Name – 5:19
14. I'll Cast a Shadow – 5:19
15. Goddamn Electric – 4:57
16. Hole in the Sky – 4:16 – cover dei Black Sabbath

Versione europea (Reinventing Hell: The Best of Pantera)
1. Cowboys from Hell – 4:06
2. Domination – 5:04
3. Cemetery Gates – 7:03
4. Mouth for War – 3:57
5. Walk – 5:16
6. This Love – 6:34
7. Fucking Hostile – 2:49
8. Becoming – 3:07
9. I'm Broken – 4:24
10. 5 Minutes Alone – 5:51
11. Planet Caravan – 4:04 – cover dei Black Sabbath
12. Drag the Waters – 4:57
13. Where You Come From – 5:13
14. Revolution Is My Name – 5:19
15. Immortally Insane – 5:12
16. The Badge – 3:56 – cover dei Poison Idea

## Video DVD
1. Cowboys from Hell
2. Psycho Holiday
3. Cemetery Gates
4. Mouth for War
5. This Love
6. Walk
7. 5 Minutes Alone
8. I'm Broken
9. Drag the Waters
10. Domination (Live)
11. Primal Concrete Sledge (Live)
12. Revolution is My Name

## Formazione
- Philip Anselmo – voce
- Dimebag Darrell – chitarra
- Rex Brown – basso
- Vinnie Paul – batteria

## Classifiche
| Classifica (2003)     | Posizione massima |
| --------------------- | ----------------- |
| Finlandia             | 33                |
| Nuova Zelanda         | 32                |
| Stati Uniti           | 38                |
| Classifica (2016)     | Posizione massima |
| Stati Uniti (catalog) | 10                |